# Antonio Mollo
Antonio Mollo (Putre, Departamento de Tarapacá, Provincia de Arica (Perú), 13 de enero de 1864 - Arica, 7 de abril de 1926) fue un líder comunal aimara del pueblo de Putre. Destacó como un férreo defensor de los intereses de su comunidad, opositor al proceso de chilenización y activo partidario de la causa peruana. Protagonista de diversos desacatos contra las autoridades chilenas fue expulsado de Arica en 1922, regresó en 1926 y falleció ya anciano a consecuencia de una golpiza recibida por parte de carabineros chilenos.

## Biografía
Nació en Putre en 1864 como hijo natural de la comunera Victoria Mollo. Algunos autores sostienen que probablemente provenía de alguna otra localidad de las que a finales del siglo XIX constituían el sur peruano (Tacna, Arica y Tarapacá). A pesar de su origen humilde, en 1871 era ya alumno del párroco de Putre y cursó sus estudios en la escuela de varones de su pueblo a cargo del preceptor Manuel Zarzuri, donde aprendió a leer y escribir en un tiempo en que la inmensa mayoría de la población indígena de Arica era analfabeta.
A inicios finales del siglo XIX era el principal (antiguo término colonial para referirse a los líderes de las comunidades indígenas) del pueblo de Putre, donde también ostentaba los cargos de fabriquero y mayordomo de la Iglesia, dedicándose a la agricultura, la ganadería y el arrierismo. En el año 1885 contrae matrimonio con la también ciudadana peruana Gregoria Cáceres Inquiltupa, miembro de una de las familias más importantes del pueblo.
A consecuencia de la Guerra del Pacífico, y las estipulaciones del Tratado de Ancón (1883), el territorio de Tacna y Arica quedó bajo ocupación chilena por el plazo de 10 años, a cuyo término se realizaría un plebiscito que decidiría el destino definitivo de dichas provincias. A comienzos del siglo XX dicho plebiscito aún no se había realizado y las autoridades chilenas de ocupación habían iniciado la chilenizacion de Tacna y Arica con miras a obtener un resultado favorable.
Fue durante esos años que Antonio Mollo protagonizó una serie de incidentes entre los cuales cabe señalarse los siguientes:
- En 1891, Antonio Mollo fundó la Sociedad de Beneficencia "Unión Putre".
- En 1901 organizó un colectivo ciudadano autodenominado "Juventud putrense", el cual izó la bandera peruana en la puerta del hogar de Mollo, lo que fue considerado por el subdelegado chileno Jaime Fortuño como "delito de sedición", "cometido por los vecinos de la subdelegación de mi mando (Putre)". Durante el enfrentamiento entre las guardias chilenos y los pobladores fue muerto uno de estos últimos y heridos otros.[6]
- En 1903, a consecuencia de haber sido clausuradas las escuelas peruanas, Mollo, como presidente de la "Sociedad Unión de Putre", "hizo un viaje a Lima y volvió con libros, cuadernos, mapas y otros útiles de enseñanza que le entregó el Ministerio del ramo en esta capital."[7]
- En 1905 el subdelegado de Putre, Emiliano Herrera informa que "Antonio Mollo, vecino de Putre, está construyendo una casa y un corral en terreno fiscal", lo que no estaba amparado por la legislación chilena, que no reconocía la propiedad comunitaria.
- En 1910, un grupo de comuneros, Mollo entre ellos, pretendió inscribir los terrenos de la "Comunidad de Putre", que incluían territorios actualmente peruanos y una parte de la actual comuna de General Lagos, como salvaguarda ante el resultado del plebiscito.
- En 1911, habiendo sido expulsados los sacerdotes peruanos de Tacna y Arica el año anterior y en su condición de fabriquero de la iglesia de Putre, Mollo tiene un nuevo incidente con el subdelegado aduciendo que este "priva a la autoridad local de su función tradicional y religiosa de resguardo de la fábrica del templo".
- Entre 1912 y 1921 fue nuevamente acusado de ocupar terrenos fiscales.
- En 1924 fue expulsado de Arica.
- En 1926, debido a negociaciones entre el gobierno peruano y los representantes del arbitraje norteamericano, se permitió el regreso a sus provincias de origen a los ciudadanos peruanos que habían sido expulsados de ellas. Mollo regresó a Putre presidiendo la comisión plebiscitaria peruana denunciando que los mazorqueros (ligas patrióticas chilenas) habían devastado sus propiedades.

El 27 de abril, en un confuso incidente, Mollo y sus compañeros fueron arrestados por el teniente de carabineros Alberto Carlos Toro Coronel, de cuya golpiza falleció denunciando el general del Ejército de Estados Unidos William Lassiter, Presidente de la Comisión Plebiscitaria de Tacna y Arica, que se había tratado de un acto de "terrorismo e intimidación, premeditado y planificado."

## Legado
Antonio Mollo es considerado por la historiografía peruana como uno de los mártires de la chilenización, mientras que la historiografía chilena destaca su rol como líder de su comunidad. Actualmente aún subsisten en Putre las ruinas derruidas de la que fuera la casa de Antonio Mollo.